# Oplosia cinerea
Oplosia cinerea là một loài bọ cánh cứng trong họ Cerambycidae.

## Hình ảnh

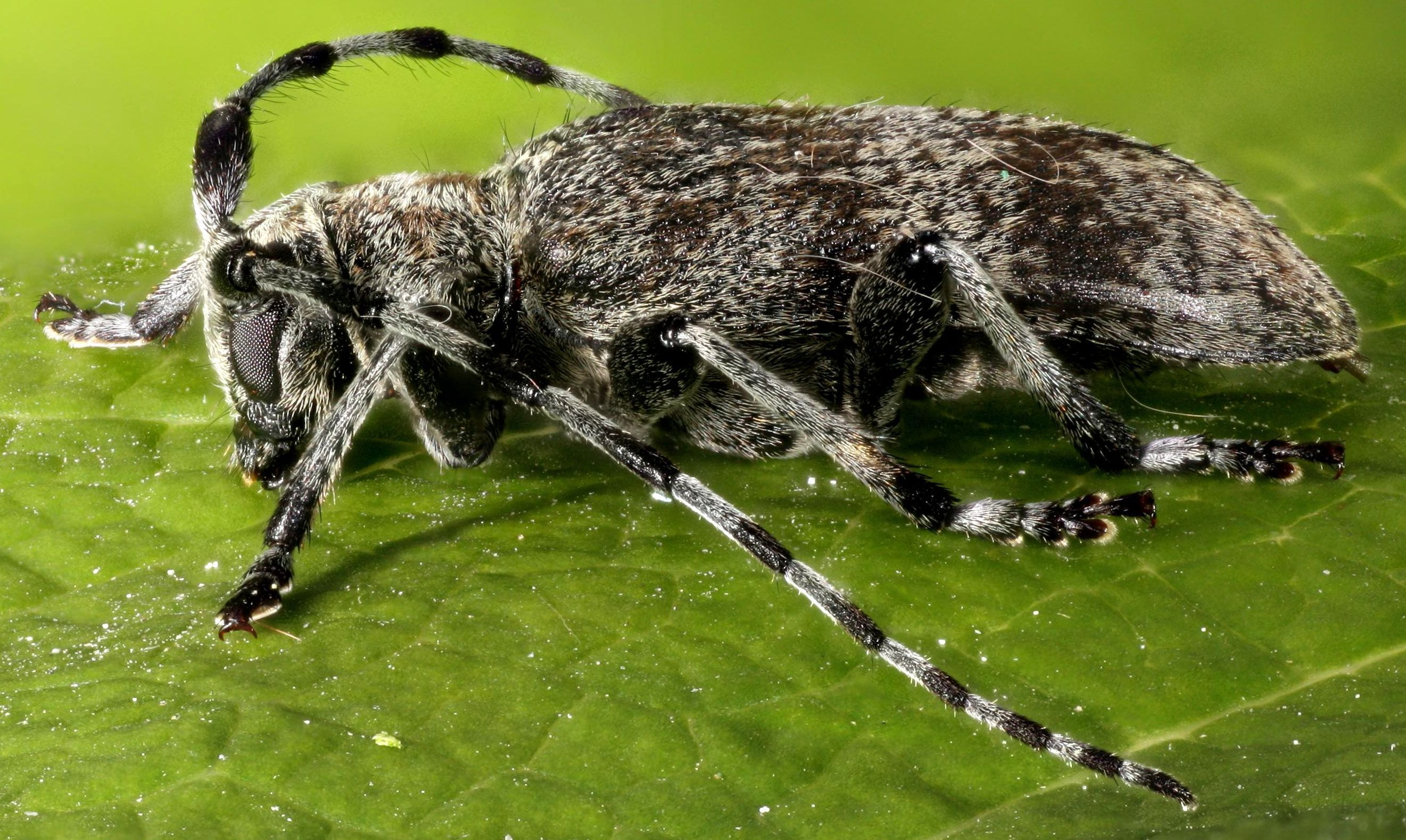
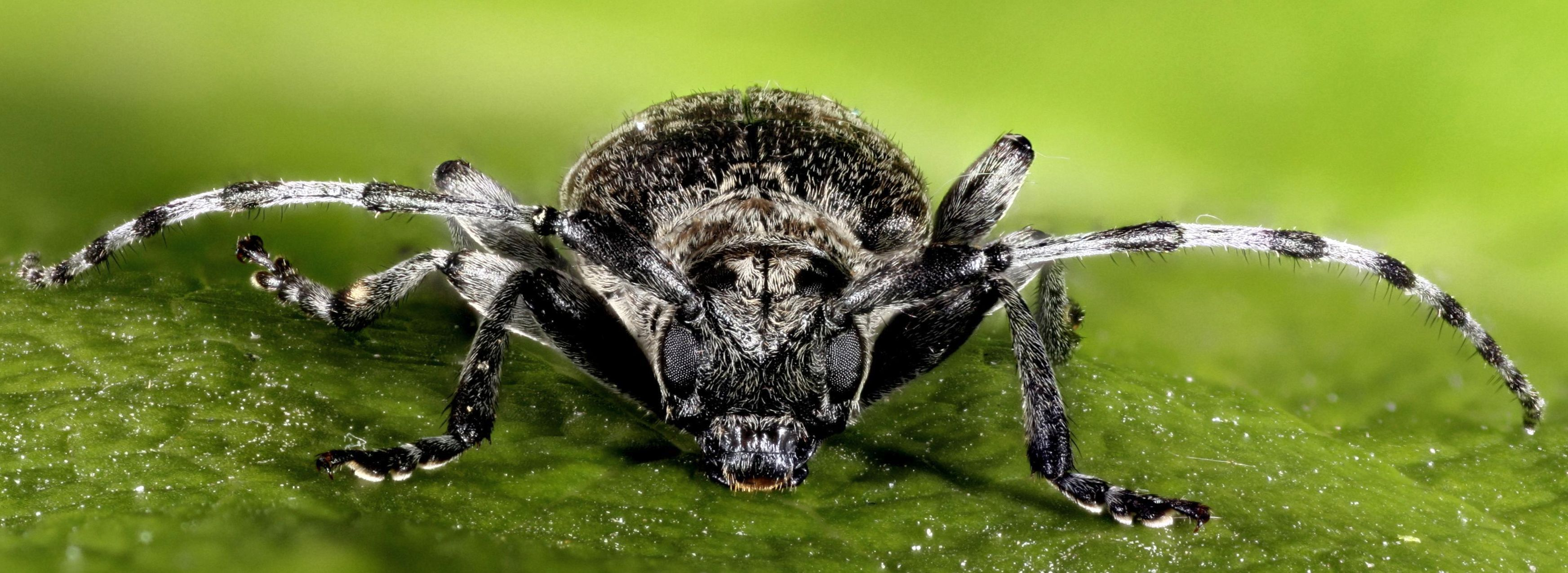
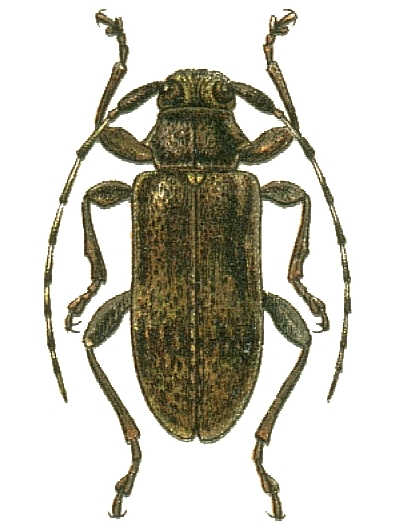